# Grand Prix automobile de Bulgarie
Le Grand Prix automobile de Bulgarie est une course automobile qui pourrait voir le jour dans les années 2020 et compter pour le championnat du monde de Formule 1. Le premier projet d'organisation du Grand Prix aurait dû être concrétisé en 2011 ou 2012 mais avorta en 2009 à cause de problèmes de financements.

## Premier projet
La première candidature fut officiellement déposée par la Bulgarie auprès de la Formula One Administration en septembre 2006. En juillet 2009, une réunion sur plusieurs jours se tint lors du Grand Prix d’Allemagne entre Bernie Ecclestone et le président du comité d'organisation du Grand Prix de la fédération bulgare de motocyclisme Rumen Petkov. Après ce premier round de négociations, Petkov annonça à la presse : « Nous n'avons jamais été plus proches d'atteindre notre objectif. Nous avons presque réalisé toutes les discussions et nous attendons à présent Bernie Ecclestone pour visiter la Bulgarie dans les prochaines semaines. Il est très probable de signer le contrat durant la visite de Bernie Ecclestone mais attendons de voir ». De nouvelles discussions entre Ecclestone et la fédération bulgare eurent lieu le 30 août à l'occasion du Grand Prix de Belgique. La fédération bulgare négociait pour un contrat de 10 ans qui aurait dû débuter en 2011 ou 2012. Finalement, le 14 novembre 2009, le président de la fédération bulgare de motocyclisme Bogdan Nikolov annonça que le projet d’organisation du Grand Prix était suspendu en raison de problèmes de financements.
Le circuit devait initialement être construit à Pleven (à 170 km de Sofia dans le nord de la Bulgarie) mais le comité d'organisation modifia ses plans pour privilégier des sites autour des trois grandes villes de Bulgarie : Sofia, Varna et Burgas ; ceci pour bénéficier des installations touristiques et des voies d'accès déjà existantes. En août 2009, les organisateurs avaient décidé, si accord avec Ecclestone, de construire le circuit à proximité de la capitale Sofia.